# Наварр, Рене
Рене Наварр (фр. René Navarre; 1877—1968) — французский актёр, продюсер, кинорежиссёр. Исполнитель роли Фантомаса в фильмах Луи Фейада.

## Биография
С 1911 года Рене Наварр снимается в фильмах Луи Фейада.
В 1913 году Рене снялся в роли Фантомаса в фильмах Фантомас, Жюв против Фантомаса, Мертвец-убийца, Фантомас против Фантомаса, Подставной судья. После успеха фильма в продажу поступили миллионы статуэток Наварра в роли Фантомаса, выпускались манекены в натуральную величину, именем «ФАНТОМАС» назывались рестораны, корабли и скаковые лошади.
Параллельно со съёмками «Фантомаса» Рене снимался в фильмах цикла «Шери-Биби».
В 1916 году Наварр занялся продюсерской деятельностью. В этом же году Гастон Леру написал специально для Наварра, жившего в Ницце, сценарий, адаптацию своего романа фр. L'Homme qui Revient de Loin.
В 1918 году, для компании Наварра, Гастон Леру пишет сюжет еженедельного сериала.
В 1919 году, в Ницце, Наварр, совместно с Гастоном Леру и Артюром Бернедом, основал компанию «Общество кинороманов» (фр. CINÉROMANS).
Компания просуществовала до 1922 и была поглощена кинокомпанией Пате.

Киностудия в Ницце

## Фильмография
- 1913 — 1914 — серия Фантомас / Fantomas — Фантомас:
  - Фантомас / Fantômas
  - Фантомас против Жюва[3](«Жюв против Фантомаса»[4]) / Juve Contre Fantômas
  - Мертвец, который убивает[3] («Мертвец-убийца»[4])
  - Фантомас против Фантомаса
  - Фальшивый чиновник[3](«Подставной судья»[4])